# Kevin Sorbo
Kevin David Sorbo (n. 24 septembrie 1958, Mound⁠(d), Minnesota, SUA) este un actor american cel mai bine cunoscut pentru rolurile sale: Hercule în Hercules: The Legendary Journeys, Căpitan Dylan Hunt în Andromeda și Kull în Kull cuceritorul.

## Filmografie

### Actor
| An        | Titlu                                                                | Rol                                     | Note         |
| --------- | -------------------------------------------------------------------- | --------------------------------------- | ------------ |
| 1992      | Condition: Critical                                                  | Dr. Thaddeus Kocinski                   |              |
| 1994      | Slaughter of the Innocents                                           | John Willison                           |              |
| 1994      | Hercules and the Amazon Women                                        | Hercules                                |              |
| 1994      | Hercules and the Lost Kingdom                                        | Hercules                                |              |
| 1994      | Hercules and the Circle of Fire                                      | Hercules                                |              |
| 1994      | Hercules in the Underworld                                           | Hercules                                |              |
| 1994      | Hercules in the Maze of the Minotaur                                 | Hercules                                |              |
| 1995–1999 | Hercules: The Legendary Journeys                                     | Hercules                                | 111 episoade |
| 1997      | Kull the Conqueror                                                   | Kull                                    |              |
| 1998      | Hercules and Xena - The Animated Movie: The Battle for Mount Olympus | Hercules                                | doar voce    |
| 2000–2005 | Andromeda                                                            | Captain Dylan Hunt                      | 110 episoade |
| 2004      | Clipping Adam                                                        | Father Dan                              |              |
| 2007      | Walking Tall: The Payback                                            | Nick Prescott                           |              |
| 2007      | Walking Tall: Lone Justice                                           | Nick Prescott                           |              |
| 2007      | Something Beneath                                                    | Father Douglas Middleton                |              |
| 2007      | Avenging Angel                                                       | Preacher                                |              |
| 2007      | Last Chance Café                                                     | Chance Coulter                          |              |
| 2008      | Meet the Spartans                                                    | Captain                                 |              |
| 2008      | Prairie Fever                                                        | Preston Biggs                           |              |
| 2008      | An American Carol                                                    | George Mulrooney                        |              |
| 2008      | Never Cry Werewolf                                                   | Redd Tucker                             |              |
| 2009      | Tales of an Ancient Empire                                           | Aedan                                   |              |
| 2009      | What If...                                                           | Ben Walker                              |              |
| 2009      | Fire From Below                                                      | Jake Denning                            |              |
| 2009      | Bitch Slap                                                           | Mr. Phoenix                             |              |
| 2009      | Paradox                                                              | Sean Nault                              |              |
| 2009      | Lightning Strikes                                                    | Ted Bradly                              |              |
| 2009      | Wolf Canyon                                                          | Rick / Sheriff Wolf                     |              |
| 2010      | Tales of an Ancient Empire                                           | Aedan                                   |              |
| 2010      | The Santa Suit                                                       | Drake Hunter / Santa Claus              |              |
| 2010      | Pool Boy: Drowning Out the Fury                                      | Sal Bando                               |              |
| 2011      | Wog Boy 2: Kings of Mykonos                                          | Pierluigi                               |              |
| 2011      | Soul Surfer                                                          | Holt Blanchard                          |              |
| 2012      | Christmas Angel                                                      | Dr. Nathan Davis                        |              |
| 2012      | Abel's Field                                                         | Abel, de asemena și producător executiv |              |
| 2013      | Alongside Night                                                      | Dr. Martin Vreeland                     |              |
| 2013      | Alone for Christmas                                                  | Quentin                                 |              |
| 2014      | Alongside Night                                                      | Dr. Martin Vreeland                     |              |
| 2014      | Survivor                                                             | Captain Hunter                          |              |
| 2014      | God's Not Dead                                                       | Professor Radison                       |              |
| 2015      | Mythica: A Quest for Heroes                                          | Gojun Pye                               |              |
| 2015      | Mythica: The Darkspore                                               | Gojun Pye                               |              |
| 2015      | Mythica: The Necromancer                                             | Gojun Pye                               |              |
| 2015      | Sharknado 3: Oh Hell No!                                             | Colonel Tony Saracen                    |              |
| 2015      | Confessions of a Prodigal Son                                        | Father                                  |              |
| 2016      | Caged No More                                                        | Richard / Jack                          |              |
| 2016      | Mythica: The Iron Crown                                              | Gojun Pye                               |              |
| 2016      | Rodeo Girl                                                           | Duke Williams                           |              |
| 2016      | Mythica: The Godslayer                                               | Gojun Pye                               |              |

### Ca invitat
| An   | Titlu                                 | Rol                          | Note |
| ---- | ------------------------------------- | ---------------------------- | --- |
| 1988 | 1st & Ten                             | Barry                        | "...The Clock Runs Out" |
| 1991 | Santa Barbara                         | Delivery man                 | |
| 1992 | Cheers                                | Uncredited                   | "License to Hill" |
| 1993 | Murder, She Wrote                     | Michael Burke                | "A Virtual Murder" |
| 1993 | The Commish                           | Mark                         | "Dying Affection" |
| 1995 | Cybill                                | Rick                         | "The Last Temptation of Cybill" |
| 1995 | Xena: Warrior Princess                | Hercules                     | "Prometheus" |
| 1996 | The Rosie O'Donnell Show              | Rolul său                    | |
| 1998 | Sin City Spectacular                  | Rolul său                    | |
| 1998 | Late Night with Conan O'Brien         | Rolul său                    | |
| 1998 | Mad TV                                | Rolul său                    | |
| 1999 | Just Shoot Me!                        | Scott                        | "An Axe to Grind" |
| 2000 | Xena: Warrior Princess                | Hercules                     | "God Fearing Child" |
| 2000 | Celebrity Profile                     | Himself                      | "Kevin Sorbo" |
| 2000 | The Howard Stern Radio Show           | Himself                      | |
| 2001 | Dharma & Greg                         | Charlie                      | "Educating Dharma: Part 1 & 2" |
| 2001 | The Howard Stern Radio Show           | În rolul său                 | |
| 2001 | Dharma & Greg                         | Charlie                      | "The End of the Innocence: Parts 1 & 2" |
| 2001 | The Big Breakfast                     | În rolul său                 | |
| 2003 | According to Jim                      | Darryl Buckner               | "The Pass" |
| 2004 | Hope & Faith                          | Kenny                        | "Mismatch" |
| 2004 | Live with Regis and Kelly             | În rolul său                 | |
| 2005 | Love, Inc.                            | Father John                  | "Amen" |
| 2006 | Two and a Half Men                    | Andy                         | "Always a Bridesmaid, Never a Burro" |
| 2007 | The O.C.                              | Frank Atwood                 | "The Earth Girls Are Easy", "The My Two Dads", "The Groundhog Day", "The Case Of The Franks", "The Shake-Up", "The Night Moves", "The End's Not Near, It's Here" |
| 2007 | Psych                                 | Byrd Tatums                  | "Bounty Hunters!" |
| 2008 | The Middleman                         | 1969 middleman / Guy Goddard | "The Obsolescent Cryogenic Meltdown" |
| 2009 | Gary Unmarried                        | Larry                        | "Seven" |
| 2010 | Super Hero Squad Show                 | Ka-Zar                       | Voice only |
| 2010 | Hawaii Five-0                         | Carlton Bass                 | "Ko'olauloa" |
| 2011 | The Guild                             | În rolul său                 | "Social Traumas" |
| 2012 | Don't Trust the B---- in Apartment 23 | În rolul său                 | "The Wedding" |

### Producător
| An        | Titlu       | Note                |
| --------- | ----------- | ------------------- |
| 2001–2005 | Andromeda   | Producător executiv |
| 2009      | Wolf Canyon | Producător executiv |

### Regizor
| An   | Titlu                            |
| ---- | -------------------------------- |
| 1995 | Hercules: The Legendary Journeys |